# Trellech
Pour le village du Carmarthenshire, voir Trelech.
Trellech (Tryleg en gallois), parfois orthographié Trelech, Treleck ou Trelleck, est un village du Monmouthshire, au pays de Galles. Il est situé à environ 8 km au sud de la ville de Monmouth, sur un plateau séparant les vallées de l'Usk à l'ouest et de la Wye à l'est. Il constitue le cœur de la communauté de Trellech United, qui comptait 2 759 habitants au moment du recensement de 2011.
Au Moyen Âge, Trellech appartenait à la famille de Clare et était l'une des principales villes du pays de Galles, mais elle commença à décliner à partir de la fin du XIIIe siècle. Elle fut frappée par deux épidémies de peste noire, en 1340 et 1350, qui contribuèrent à ce déclin. Son nom, qui signifie « la ville des pierres » en gallois, provient d'une série de trois menhirs érigés non loin de là durant l'âge du bronze, les « pierres de Harold » (Harold's stones).
L'église du village, dédiée à saint Nicolas, remonte en grande partie aux XIIIe et XIVe siècles. C'est un monument classé de grade I.